# Gröde
Gröde, Gröde-Appelland (północnofryz. Groue, duń. Grøde) – gmina i wyspa w Niemczech w kraju związkowym Szlezwik-Holsztyn, w powiecie Nordfriesland, wchodzi w skład Związku Gmin Pellworm.